# لي ديفيس
لي ديفيس (11 أكتوبر 1945 برالي في الولايات المتحدة - ) (بالإنجليزية: Lee Davis)‏ هو لاعب كرة سلة أمريكي في مركزي الوسط وهجوم قوي الجسم. لعب مع نيو أورلينز باكانيرز.

## وصلات خارجية
- لي ديفيس على موقع سبورتس رفرنس (الإنجليزية)
- لي ديفيس على موقع ريلجم (الإنجليزية)
- لي ديفيس على موقع بروبوليرز (الإنجليزية)